# Roberto Madrazo Pintado
Roberto Madrazo Pintado är en ort i Mexiko.   Den ligger i kommunen Tacotalpa och delstaten Tabasco, i den sydöstra delen av landet, 700 km öster om huvudstaden Mexico City. Roberto Madrazo Pintado ligger 40 meter över havet och antalet invånare är 113.
Terrängen runt Roberto Madrazo Pintado är platt åt nordost, men åt sydväst är den kuperad. Runt Roberto Madrazo Pintado är det ganska tätbefolkat, med 93 invånare per kvadratkilometer. Närmaste större samhälle är Teapa, 9,5 km väster om Roberto Madrazo Pintado. Trakten runt Roberto Madrazo Pintado består till största delen av jordbruksmark.